# Cristián Zapata
Cristián Eduardo Zapata Valencia (Padilla, 30 de setembro de 1986) é um futebolista colombiano que atua como zagueiro. Atualmente joga no Atlético Bucaramanga.
É primo do também futebolista Duván Zapata, que atua como centroavante.

## Carreira

### Udinese
Zapata foi contratado pela Udinese no dia 31 de agosto de 2005 vindo do Deportivo Cali, juntamente com o seu companheiro de clube Abel Aguilar. Ambos foram contratados pela Udinese enquanto representavam a Colômbia Sub-20 na Copa do Mundo FIFA Sub-20. No dia 18 de setembro de 2006, o zagueiro colombiano renovou e assinou um novo contrato de cinco anos. Naquela temporada, ele disputou 35 jogos da Serie A.
Em outubro de 2007, Zapata, juntamente com Andrea Dossena, Roman Eremenko e Simone Pepe tiveram seus contratos renovados até junho de 2012.
Dois anos depois, na temporada 2009–10, Zapata foi destaque por ter formado uma boa dupla de zaga com o italiano Andrea Coda.

### Villarreal
Após a temporada 2010–11, Cristián Zapata afirmou que muitos dos principais clubes europeus estavam interessados em contratá-lo. Assim, o zagueiro colombiano assinou pelo Villarreal em julho de 2011. Estreou pela equipe no dia 17 de agosto, contra a Udinese, seu ex-clube, em jogo válido pelas eliminatórias da Liga dos Campeões da UEFA.

### Milan
Em agosto de 2012, o Villarreal anunciou que Zapata deixou o clube rumo ao Milan em um empréstimo de uma temporada. Logo em seu primeiro clássico no Milan contra a Internazionale, Zapata foi elogiado por sua defesa e por ter desempenhado um papel importante nos contra-ataques. Em maio de 2013, Zapata assinou em definitivo com o Milan até o verão de 2016.
Em janeiro de 2015, Zapata sofreu uma lesão, mantendo-o afastado por dois meses. Após a recuperação ele retornou a equipe, mas permaneceu no banco de reservas. 
No dia 5 de fevereiro de 2017, no primeiro jogo da temporada, em uma derrota por 1–0 em casa contra a Sampdoria, devido às ausências por lesões de Riccardo Montolivo, capitão da equipe, e de Mattia De Sciglio, terceiro capitão, Zapata foi escolhido como capitão do Milan. O vice capitão, Ignazio Abate, entrou no decorrer da partida, porém Zapata manteve a braçadeira.
Já no dia 15 de abril, contra a Internazionale, Zapata marcou o gol de empate aos 97 minutos. A partida terminou 2–2. Foi também o primeiro jogo do Milan sob a propriedade do Rossoneri Sport Investment, liderado por Li Yonghong, com Zapata entregando sua camisa como um presente para o empreendedor chinês logo após o apito final.
No dia 17 de abril de 2018, ele foi confirmado como vice capitão da equipe no lugar de Giacomo Bonaventura. Posteriormente, num jogo contra o Napoli, o capitão Leonardo Bonucci não estava disponível e Bonaventura foi titular, porém Zapata ficou com a braçadeira. Nesta partida, o colombiano teve uma excelente atuação na defesa ao lado de Mateo Musacchio, seu ex-companheiro de Villarreal.

#### 2018–19
Começou a temporada 2018–19 lesionado, e foi reserva de Musacchio e Alessio Romagnoli Seu primeiro jogo na temporada foi no dia 4 de outubro, no segundo jogo da Liga Europa da UEFA, em Milão, na vitória por 3–1 contra o Olympiacos. Zapata foi titular nos últimos cinco jogos do clube na fase de grupos Liga Europa, incluindo a última partida contra o Olympiacos, na qual Zapata foi de herói à vilão. Após estar perdendo por 1–0, com gol de Pape Cissé, Zapata marcou contra ao desviar chute de Guilherme. Depois Hakan Çalhanoğlu cobrou escanteio, e o zagueiro colombiano empurrou para o fundo das redes, descontando o placar. O árbitro só validou por causa da tecnologia da linha do gol. No entanto, aos 36 minutos do segundo tempo, Kostas Fortounis cobrou pênalti e garantiu a classificação do Olympiacos para a próxima fase. Jogando por um empate simples, o time italiano perdeu por 3–1 para o time grego e terminou em terceiro no grupo.
A estreia na temporada de Zapata na Serie A aconteceu no dia 7 de outubro, em casa, contra o Chievo. No entanto, Zapata não seria titular até Musacchio ter sofrido uma lesão contra o Betis no dia 8 de novembro. Musacchio ficou fora de cinco jogos devido a lesão, mas não voltou a ser titular após se recuperar. Zapata foi titular na vitória do time sobre a Sampdoria, na Copa da Itália, e na derrota da Supercopa para a Juventus em janeiro de 2019. Terminou a temporada com 20 jogos disputados em todas as competições, mas não teve seu contrato não renovado.

### Genoa
Foi anunciado como novo jogador do Genoa no dia 2 de julho de 2019. Aos 32 anos, o defensor assinou contrato por duas temporadas com o clube italiano, válido até junho de 2021.

### Vitória
Em 3 de janeiro de 2024, teve a sua contratação oficializada pelo Vitória.

## Seleção Nacional

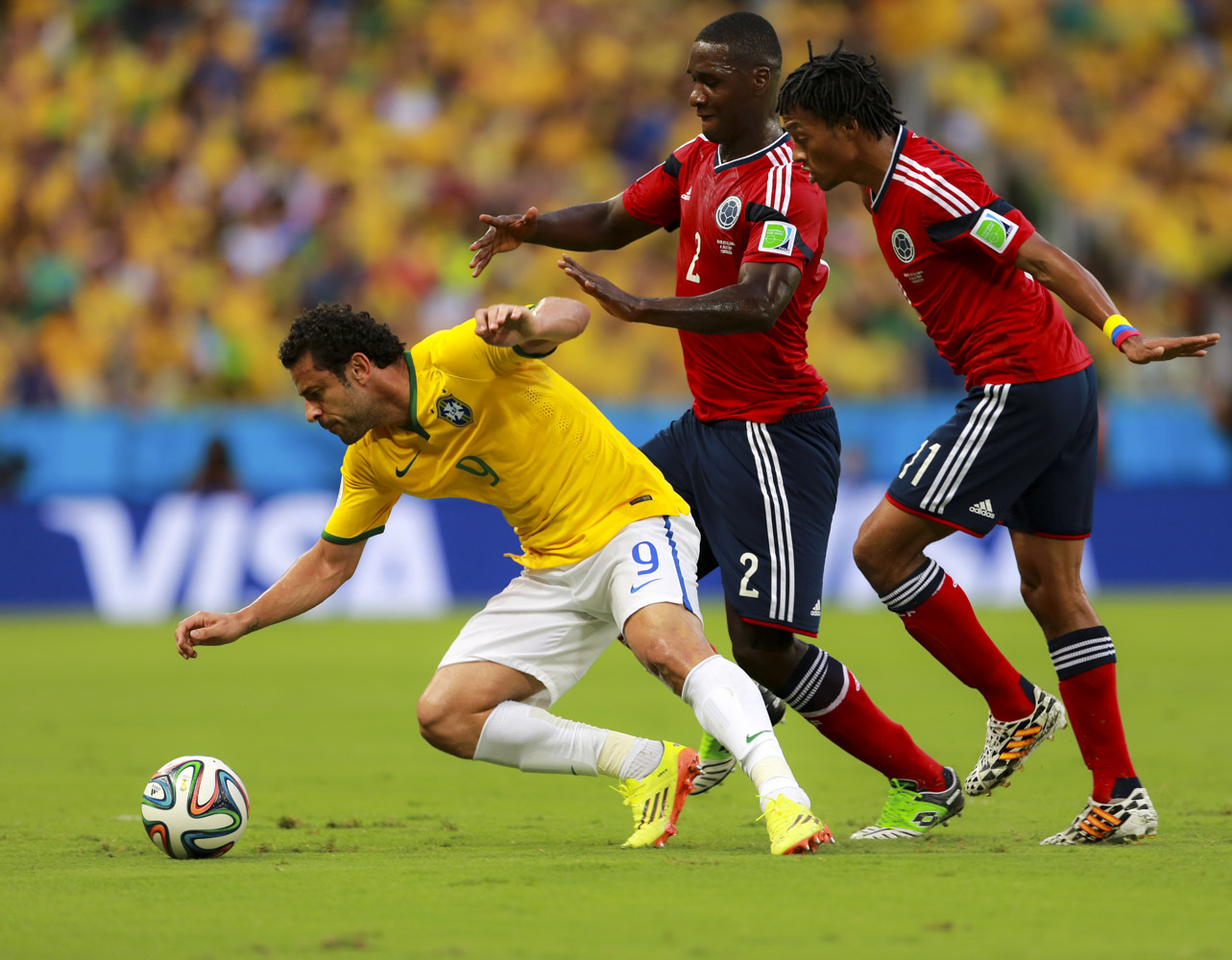
Fred, do Brasil, disputa com Zapata e Juan Cuadrado, da Colômbia, pelas quartas de final da Copa do Mundo de 2014

Inicialmente representou a Colômbia nas categorias Sub-17 e Sub-20. Já pela Seleção Colombiana principal, seus principais torneios disputados foram a Copa do Mundo FIFA de 2014, realizada no Brasil, e a Copa do Mundo FIFA de 2018, na Rússia.

## Estilo de jogo
Um defensor rápido e fisicamente poderoso, conhecido por sua forte marcação de oponentes e força no ar, ele geralmente joga como zagueiro. Embora naturalmente seja destro, ele também pode jogar como lateral nas laterais do campo, já que é confortável com os dois pés.

## Títulos
Milan
- Supercopa da Itália: 2016

Vitória
- Campeonato Baiano: 2024

Colômbia Sub-20
- Campeonato Sul-Americano Sub-20: 2005